# Lago de Cuitzeo
El lago de Cuitzeo es un lago endorreico que se localiza en un valle del Eje Neovolcánico de México, mayormente en el estado de Michoacán, con una pequeña porción en el estado de Guanajuato. Toma su nombre de la localidad de Cuitzeo del Porvenir, que se encuentra a sus orillas. Presenta una profundidad no mayor a los diez metros y una superficie de 300-400 km².  El lago es astático, lo que significa que su volumen y nivel de agua fluctúan con frecuencia. Es el segundo lago de agua dulce más grande de México, después del lago de Chapala.
El lago de Cuitzeo es un reducto de un lago más grande que subsistió entre las épocas del Plioceno y Holoceno. Este se unía o se separaba con la antigua laguna de Zacapu a través de procesos tectónico-volcánicos.
El lago tiene forma irregular, con secciones norte, oeste y este conectadas por una zona central pantanosa, que recibe las principales entradas de agua dulce. La porción occidental es más salada y alberga pesquerías inusuales de camarones almeja (Eocyzicus digueti y Leptestheria compleximanus), así como hemípteros y efídridos. La cuenca del lago es el único hábitat de Thamnophis eques cuitzeoensis, una subespecie de la serpiente de jarretera, esencialmente inofensiva y semiacuática.  No tiene desagüe natural, pero se cortó un canal de desagüe hacia el norte en el punto bajo del borde de la cuenca, lo que permite que el lago drene a través del lago Yuriria hacia el río Lerma cuando el nivel del agua es alto; esto limita la elevación del lago a 1830 metros. 
Dos calzadas atraviesan la parte occidental del lago y comunican la región del Bajío guanajuatense con Morelia: la Carretera Federal 43 (libre) y la Carretera Federal 43D (cuota). Además, la Carretera Federal 15D bordea el lago por el sur.
El lago de Cuitzeo es de gran importancia para la región, ya que contribuye a regular el clima de la cuenca; además es sustento y hábitat de diversas especies acuáticas. Forma parte de la red hemisférica de reservas para aves playeras como sitio de categoría regional. La economía local depende, en gran medida, de la pesca de charal, carpa, mojarra y tilapia, así como de la caza de rana. Además, la agricultura de la zona usa el agua del lago para el cultivo de maíz, sorgo, avena, trigo y hortalizas.

## Cuenca hidrográfica
La cuenca hidrográfica del lago de Cuitzeo cubre un área de 4026 km². Se alimenta principalmente del río Grande de Morelia, que desemboca en el lago en un humedal cerca del poblado de Felipe Carrillo Puerto, en el municipio de Álvaro Obregón. También se alimenta de los ríos Viejo de Morelia y el Queréndaro. Estos ríos nacen en las montañas del sur y sustentan una zona agrícola de regadío al sur del lago, entrando en la parte central del lago en forma de canales de riego. La capital de Michoacán, Morelia, se encuentra en la cuenca del Cuitzeo, al sur del lago.
Aproximadamente 40 % de la cuenca son campos agrícolas, 15 % son pastizales, 20 % son bosques de pino-encino y 15 % son bosques secos tropicales. Los bosques de pino-encino se encuentran a mayor altitud y forman parte de la ecorregión de bosques de pino-encino del Eje Neovolcánico. La ecorregión de bosques secos del Bajío cubre las partes bajas de la cuenca y se extiende hacia el norte hasta la cuenca del río Lerma.

## Deportes y recreación
El lago es calificado como un "excelente sitio para la observación de aves, principalmente en invierno, pues muchas especies migratorias pasan esta temporada en el lago". Pueden por ejemplo observarse parvadas de cientos de pelícanos y garzas blancas. Las islas que se encuentran en la sección sureste del lago tienen paisajes para practicar pesca deportiva y kayak. A 13 km del aeropuerto internacional de Morelia, por la carretera libre hacia Zinapécuaro, se encuentra el pequeño poblado de San Bernardo, en dónde inicia una brecha apta para coches  que baja hasta la orilla del lago a un acceso usado por los pescadores locales con coordenadas  19°53′16″ N 100°55′5″ O  que puede usarse para acceder con los kayaks y disfrutar de este deporte. Es un espacio tranquilo y sin ningún tipo de aglomeración humana ni servicio turístico alguno, lo que lo convierte en un lugar ideal para los amantes de la naturaleza.

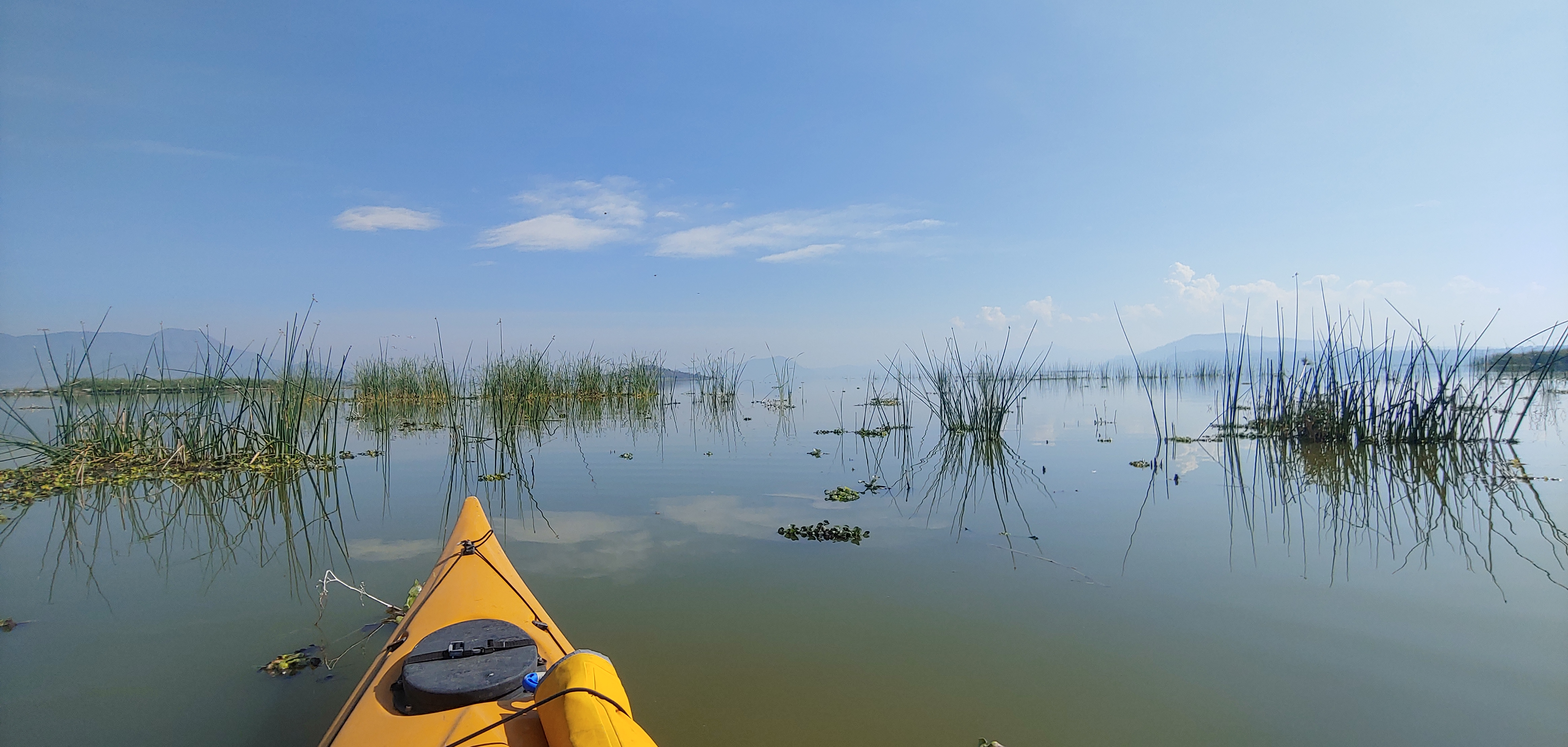
Pesca deportiva
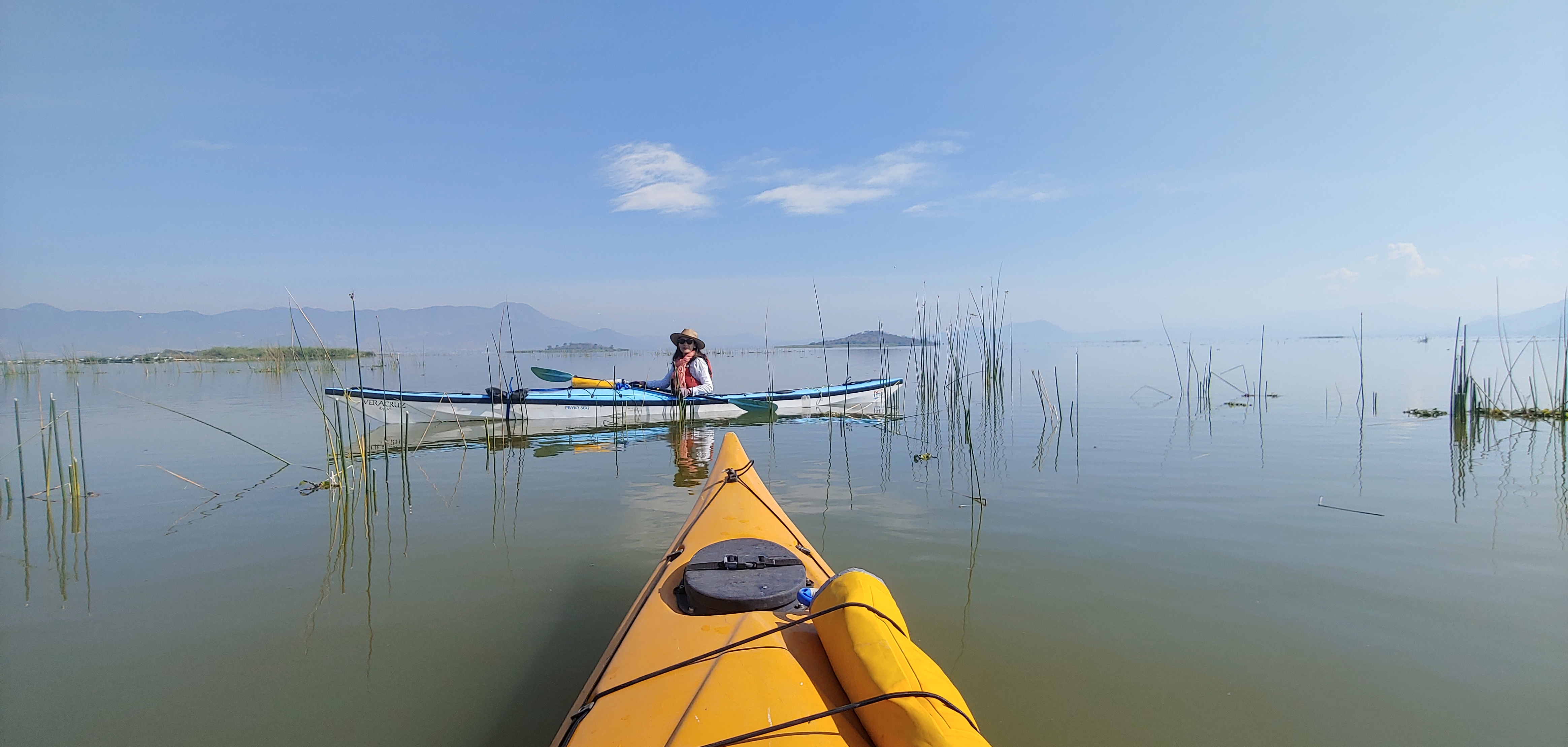
deportes de remo en el Lago de Cuitzeo

A las orillas del Lago, en el poblado de Cuitzeo del Porvenir, se encuentran diferentes restaurantes que ofrecen platillos locales para la convivencia y esparcimiento familiar. Estas visitas pueden complementarse con la visita a la zona arqueológica Tres Cerritos, que se encuentra a 3.2 km por la carretera libre de Cuitzeo del Porvenir a San Agustín del Pulque. En este último poblado, pobladores locales producen artesanías aprovechando el tule que crece en el lago, como son petates, cestería, figuras de diferentes animales, pajareras, etc. Estos productos artesanales producidos por los pobladores de la riviera del lago pueden encontrarse los fines de semana en venta en la plaza central de Cuitzeo del Porvenir.
La riviera del Lago de Cuitzeo cuenta con bellos balnearios de aguas termales para el disfrute y esparcimiento familiar abiertos todo el año en diferentes pueblos a su alrededor, siendo los balnearios de Huandacareo los más numerosos. Los más cercanos a Morelia son el balneario Agua Azul y el balneario El Mirador.

## Hallazgos
A principios de 2012, la revista Proceedings of the National Academy of Sciences (PNAS) informó que un equipo de científicos en busca de registros paleoclimáticos identificaron ciertos materiales en un sedimento que sustentan la teoría de un impacto extraterrestre hace unos 12 900 años.

## Conservación

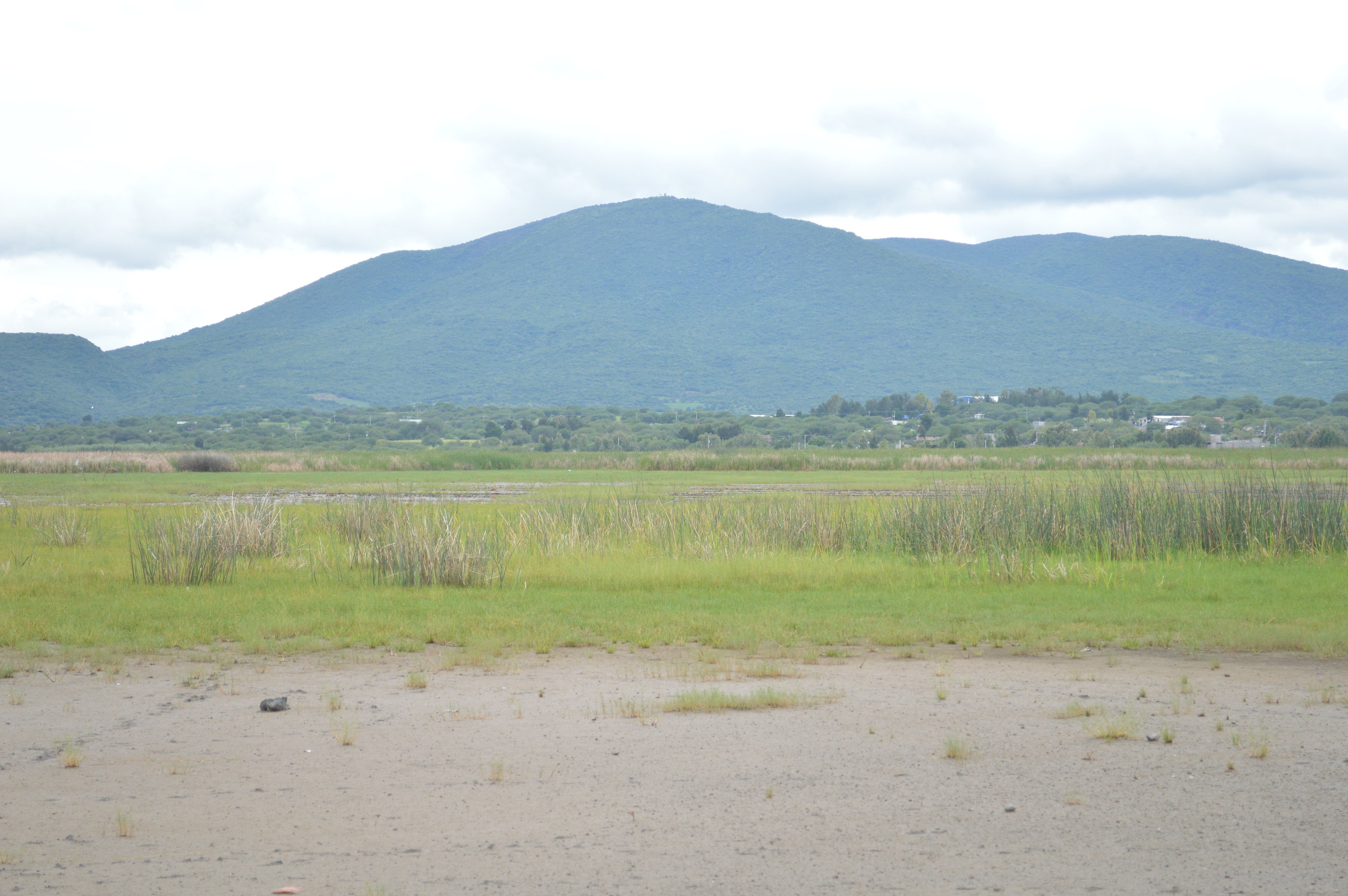
El lago de Cuitzeo, en riesgo de desaparecer

Según el Instituto Nacional de Ecología y Cambio Climático, la cuenca del lago de Cuitzeo se encuentra en una situación de extrema alteración con respecto a su dinámica funcional. Esto tiene que ver con diversos aspectos perturbadores, como la desmesura en la desviación y extracción de agua para fines agropecuarios y pecuarios; la contaminación urbana y por medio de fertilizantes; la tala ilegal y otros problemas asociados al cambio climático; eso sin contar que al ser un vaso plano y extenso sus aguas se exponen a nivel de mayor evaporación. Esto ha reducido dramáticamente la extensión del lago, aumentado su salinidad y fomentado la proliferación de malezas acuáticas. La población local también se ha visto afectada por algunos de estos aspectos y ya resiente problemas económicos, climáticos y de salud.